# Џебеџије
Џебеџије (тур. ğebeğ), у Османском царству војнички ред задужен за чување и пренос оружја и муниције.

## Настанак
Основан је за време султана Мехмеда II (1451—1481). У то време броји око 700 људи, а код Мурата III (1574—1595) већ око 7000. Одред џебеџија је формацијски подијељен на буљуке и џемате, са џебеџибашом на челу, лоциран у граничним местима и Истанбулу.
На њих се гледало као на одред јањичара, и они су били део девширме система. Њихов командант се називао џебеџибаш.

## Улога
Били су задужени за оружје и носили су га где је било потребно. У ратовима, њима је командовао султан или велики везир, а понекад би само један део њиховог одреда ишао у рат.

## Престанак
Као грана војске џебеџије су укинути 1826. године, након инцидента у добар час. Њихов одред је укинуо султан Махмуд II. На Балкану су џебеџије биле организовани у џемате, а заповедници су имали назив џебеџиага или џебеџибаша.